# Blacus kangauzi
Blacus kangauzi är en stekelart som beskrevs av Sergey A. Belokobylskij 1995. Blacus kangauzi ingår i släktet Blacus och familjen bracksteklar. Inga underarter finns listade.